# Luca de Meo
Luca de Meo (Milà, 13 de juny de 1967) és un empresari italià que ha sigut president de SEAT i de Renault. El 2025 va anunciar que tornaria al grup Kering.

## Trajectòria
Va rebre el grau en Administració d'empreses per la Università Commerciale Luigi Bocconi a Milà. A la seua tesi, va analitzar ètiques d'empresa, que va ser la primera dissertació del tema a Itàlia. Va començar la seva carrera a Renault, abans d'incorporar-se a Toyota Europa i, a continuació, al Grup Fiat, on va dirigir les marques Lancia, Fiat i Alfa Romeo; director general d'Abarth i director de Marketing del Grup Fiat.
Es va unir al Grup Volkswagen l'any 2009 com a director de Marketing de la marca Volkswagen i del Grup Volkswagen, abans d'assumir el càrrec de responsable de Vendes i Marketing i membre del Consell d'Audi. A més a més, va ser anomenat “commendatore” per l'Ordre al Mèrit de la República Italiana i la Universitat Harvard li va dedicar un case study l'any 2013 per la seva feina al Grup Volkswagen com a director de Marketing. Luca de Meo parla cinc idiomes (italià, anglès, francès, alemany i espanyol), ha sigut docent titular a l'Escola de Direcció d'Empreses SDA Bocconi i és l'autor del llibre Da 0 a 500, Storie vissute, idee e consigli da uno dei manager più dinamici della nuova generazione.
Va ser el president de SEAT de novembre de 2015 fins a gener de 2020. També va ocupar el càrrec de president del Consell d'Administració de CUPRA, va formar part de la junta directiva de SEAT Metropolis:Lab i va ser l'administrador de XMOBA. També va presidir el Consell d'Administració de Volkswagen Group España Distribución i va ser el màxim representant del Grup Volkswagen a Espanya. Posteriorment, esdevindria executiu en cap del group Renault, càrrec que ostentaria durant 5 anys.